# مرکز پزشکی بارزیلای
مرکز پزشکی بارزیلای (به لاتین: Barzilai Medical Center) یک بیمارستان در اسرائیل است که در اشکلون واقع شده‌است.